# James S. Albus
James Sacra Albus (født 4. maj 1935 i Louisville, Kentucky, død 17. april 2011) var en amerikansk ingeniør.
I 1957 modtog Albus en bachelorgrad i fysik fra Wheaton College i Illinois, og han modtog en grad i elektroteknik fra Ohio State University i Columbus i 1958. I 1972 modtog Albus en doktorgrad i Electrical Engineering fra University of Maryland i College Park. Fra 1957 til 1973 arbejdede Albus hos NASA i Washington DC som fysiker og ingeniør. Dr. Albus var kendt for sit bidrag til robotter og udvikling af forskellige elektroniske systemer. Albus var grundlægger og tidligere chef for Intelligent Systems Division for Manufacturing Engineering Laboratory ved National Institute of Standards and Technology (NIST). 